# 民主和社會路線
民主和社會路線（法語：Itinéraire Démocratique et Social，簡稱IDS），亦稱作原因（阿拉伯语：‎），是一個由阿卜德斯蘭·阿里·拉希迪於2002年1月創立的阿爾及利亞小型政黨，該黨在阿爾及利亞全國人民議會中並沒有任何議席。

## 外部連結
- 民主和社會路線官方網站